# Limosano
Limosano é uma comuna italiana da região do Molise, província de Campobasso, com cerca de 926 habitantes. Estende-se por uma área de 28 km², tendo uma densidade populacional de 33 hab/km². Faz fronteira com Castropignano, Fossalto, Lucito, Montagano, Petrella Tifernina, Ripalimosani, Sant'Angelo Limosano.

## Demografia
| Variação demográfica do município entre 1861 e 2011                               |
|                                                                                   |
| Fonte: Istituto Nazionale di Statistica (ISTAT) - Elaboração gráfica da Wikipedia |